# Tettigoniopsis kurosawai
Tettigoniopsis kurosawai är en insektsart som beskrevs av Yamasaki 1986. Tettigoniopsis kurosawai ingår i släktet Tettigoniopsis och familjen vårtbitare. Inga underarter finns listade i Catalogue of Life.